# Sean Johnson
Sean Everet Johnson (ur. 31 maja 1989 w Lilburn) – amerykański piłkarz pochodzenia jamajskiego występujący na pozycji bramkarza. Zawodnik klubu Toronto FC.

## Życiorys
Johnson urodził się w Stanach Zjednoczonych w rodzinie pochodzenia jamajskiego. 

### Kariera klubowa
Karierę piłkarską rozpoczynał w 2007 roku w zespole UCF Knights z uczelni University of Central Florida. W 2009 roku przeszedł do drużyny Atlanta Blackhawks z USL Premier Development League. W 2010 roku poprzez MLS SuperDraft trafił do Chicago Fire. W MLS zadebiutował 1 sierpnia 2010 w wygranym 3:2 pojedynku z Los Angeles Galaxy.
12 grudnia 2016 podpisał kontrakt z amerykańskim klubem New York City FC.

### Kariera reprezentacyjna
W 2009 roku Johnson był uczestnikiem Mistrzostw Świata U-20. Zagrał na nich w 3 meczach, a zespół Stanów Zjednoczonych odpadł z turnieju po fazie grupowej. W pierwszej reprezentacji Stanów Zjednoczonych zadebiutował 23 stycznia 2011 w zremisowanym 1:1 towarzyskim meczu z Chile.